# 2768 Горки
2768 Горки (енгл. 2768 Gorky) је астероид главног астероидног појаса са средњом удаљеношћу од Сунца која износи 2,234 астрономских јединица (АЈ).
Апсолутна магнитуда астероида је 12,3.